# Jagdstaffel 79
La Jagdstaffel 79 (in tedesco: Königlich Bayerische Jagdstaffel Nr 79, abbreviato in Jasta 79) era una squadriglia (staffel) da caccia della componente aerea del Deutsches Heer, l'esercito dell'Impero tedesco, durante la prima guerra mondiale (1914-1918).

## Storia
La Jagdstaffel 79 venne fondata il 7 novembre 1917 presso il Fliegerersatz-Abteilung (distaccamento di avizione di riserva) 1 di Schleißheim, ma venne mobilitata il 28 gennaio dell'anno successivo e posta a supporto della 3ª Armata dal 2 febbraio. Il 22 marzo subì la prima perdita e sempre nel mese di marzo venne spostata a supporto della 18ª Armata dove rimase fino alla fine del conflitto. 
Il Leutnant Franz Xaver Danhuber è stato l'ultimo Staffelführer (comandante) della Jagdstaffel 79, dall'ottobre del 1918 fino alla fine della guerra.
Alla fine della prima guerra mondiale, alla Jagdstaffel 79 vennero accreditate 28 vittorie aeree di cui 3 per l'abbattimento di palloni da osservazione. Di contro, la Jasta 79 perse quattro piloti, tre morirono in incidenti aerei, due piloti feriti in incidenti aerei e tre furono fatti prigionieri.

## Lista dei comandanti della Jagdstaffel 79
Di seguito vengono riportati i nomi dei piloti che si succedettero al comando della Jagdstaffel 79.
| Grado    | Nome                 | Periodo                              |
| -------- | -------------------- | ------------------------------------ |
| Leutnant | Franz Xaver Danhuber | 28 gennaio 1918 - 11 febbraio 1918   |
| Leutnant | Hans Böhning         | 11 febbraio 1918 - 22 settembre 1918 |
| Leutnant | Franz Xaver Danhuber | ottobre 1918 - 11 novembre 1918      |

## Lista delle basi utilizzate dalla Jagdstaffel 79
- Thugny-Trugny, Francia: 2 febbraio 1918
- Villeselve, Francia: 25 marzo 1918 - 9 agosto 1918
- Guise West, Francia: 6 settembre 1918 - 8 ottobre 1918
- Thuilles: 29 ottobre 1918 - 11 novembre 1918

## Lista degli aerei utilizzati dalla Jagdstaffel 79
- Pfalz D.III
- Fokker D.VII